# Usjevno proso
Usjevno proso (sjetveno proso, prvo proso; latinski Panicum miliaceum) je jednogodišnja biljka podrijetlom iz jugoistočne Azije.
Koristi se za stočnu i ljudsku prehranu (kaša, peciva), alkoholnu industriju (pivo, alkoholna pića), postrna kultura.